# Statistiche e record di Simona Halep
| Finali in carriera |                  |       |       |     |        |
| Specialità | Categoria        | Vinte | Perse | Tot | V %    |
| Singolare | Grande Slam      | 2     | 3     | 5   | 40%    |
| Singolare | Olimpiadi estive | –     | –     | –   | –      |
| Singolare | WTA Finals       | 0     | 1     | 1   | 0%     |
| Singolare | WTA 1000*        | 10    | 9     | 18  | 55%    |
| Singolare | WTA 500 & 250**  | 13    | 5     | 18  | 72.22% |
| Singolare | Totale           | 24    | 18    | 42  | 57.14% |
| Doppio | Grande Slam      | –     | –     | –   | –      |
| Doppio | Olimpiadi estive | –     | –     | –   | –      |
| Doppio | WTA Finals       | –     | –     | –   | –      |
| Doppio | WTA 1000*        | 0     | 1     | 1   | 0%     |
| Doppio | WTA 500 & 250**  | 1     | 0     | 1   | 100%   |
| Doppio | Totale           | 1     | 1     | 2   | 50%    |
| * Conosciuti in precedenza come tornei "Tier I" fino al 2008, mentre dal 2009 al 2020 "WTA Premier Mandatory & 5" ** Conosciuti in precedenza come tornei "Tier II, III, IV, V" fino al 2008, mentre dal 2009 al 2020 "WTA Premier & International" |                  |       |       |     |        |

In questa pagina sono riportare le statistiche realizzate da Simona Halep durante la sua carriera tennistica.

## Statistiche WTA

### Singolare

#### Vittorie (24)
| Legenda                     | Legenda      |
| --------------------------- | ------------ |
| Grande Slam (2)             |              |
| Ori Olimpici (0)            |              |
| WTA Finals (0)              |              |
| WTA Elite Trophy (0)        |              |
| Tournament of Champions (1) |              |
| Dal 2009 al 2020            | Dal 2021     |
| Premier Mandatory (3)       | WTA 1000 (1) |
| Premier 5 (5)               | WTA 1000 (1) |
| Premier (3)                 | WTA 500 (0)  |
| International (8)           | WTA 250 (1)  |

| N.  | Data              | Torneo                                | Superficie  | Avversaria in finale | Punteggio        |
| 1.  | 15 giugno 2013    | Nürnberger Cup, Norimberga            | Terra rossa | Andrea Petković      | 6–3, 6–3         |
| 2.  | 22 giugno 2013    | Rosmalen Open, 's-Hertogenbosch       | Erba        | Kirsten Flipkens     | 6–4, 6–2         |
| 3.  | 14 luglio 2013    | Hungarian Grand Prix, Budapest        | Terra rossa | Yvonne Meusburger    | 6–3, 6(7)–7, 6–1 |
| 4.  | 24 agosto 2013    | New Haven Open, New Haven             | Cemento     | Petra Kvitová        | 6–2, 6–2         |
| 5.  | 20 ottobre 2013   | Kremlin Cup, Mosca                    | Cemento (i) | Samantha Stosur      | 7–6(1), 6–2      |
| 6.  | 3 novembre 2013   | Tournament of Champions, Sofia        | Cemento (i) | Samantha Stosur      | 2–6, 6–2, 6–2    |
| 7.  | 16 febbraio 2014  | Qatar Ladies Open, Doha               | Cemento     | Angelique Kerber     | 6–2, 6–3         |
| 8.  | 13 luglio 2014    | Bucarest Open, Bucarest               | Terra rossa | Roberta Vinci        | 6–1, 6–3         |
| 9.  | 10 gennaio 2015   | Shenzhen Open, Shenzhen               | Cemento     | Timea Bacsinszky     | 6–2, 6–2         |
| 10. | 21 febbraio 2015  | Dubai Tennis Championships, Dubai     | Cemento     | Karolína Plíšková    | 6–4, 7–6(4)      |
| 11. | 22 marzo 2015     | Indian Wells Open, Indian Wells       | Cemento     | Jelena Janković      | 2–6, 7–5, 6–4    |
| 12. | 7 maggio 2016     | Madrid Open, Madrid                   | Terra rossa | Dominika Cibulková   | 6–2, 6–4         |
| 13. | 17 luglio 2016    | Bucarest Open, Bucarest (2)           | Terra rossa | Anastasija Sevastova | 6–0, 6–0         |
| 14. | 31 luglio 2016    | Canadian Open, Montréal               | Cemento     | Madison Keys         | 7–6(2), 6–3      |
| 15. | 13 maggio 2017    | Madrid Open, Madrid (2)               | Terra rossa | Kristina Mladenovic  | 7–5, 6(5)–7, 6–2 |
| 16. | 6 gennaio 2018    | Shenzhen Open, Shenzhen (2)           | Cemento     | Kateřina Siniaková   | 6–1, 2–6, 6–0    |
| 17. | 9 giugno 2018     | Open di Francia, Parigi               | Terra rossa | Sloane Stephens      | 3–6, 6–4, 6–1    |
| 18. | 12 agosto 2018    | Canadian Open, Montréal (2)           | Cemento     | Sloane Stephens      | 7–6(6), 3–6, 6–4 |
| 19. | 13 luglio 2019    | Torneo di Wimbledon, Londra           | Erba        | Serena Williams      | 6–2, 6–2         |
| 20. | 22 febbraio 2020  | Dubai Tennis Championships, Dubai (2) | Cemento     | Elena Rybakina       | 3–6, 6–3, 7–6(5) |
| 21. | 16 agosto 2020    | Prague Open, Praga                    | Terra rossa | Elise Mertens        | 6–2, 7–5         |
| 22. | 21 settembre 2020 | Internazionali d'Italia, Roma         | Terra rossa | Karolína Plíšková    | 6–0, 2–1 rit.    |
| 23. | 9 gennaio 2022    | Melbourne Summer Set, Melbourne       | Cemento     | Veronika Kudermetova | 6–2, 6–3         |
| 24. | 14 agosto 2022    | Canadian Open, Toronto (3)            | Cemento     | Beatriz Haddad Maia  | 6–3, 2–6, 6–3    |

#### Sconfitte (18)
| Legenda                     | Legenda      |
| --------------------------- | ------------ |
| Grande Slam (3)             |              |
| Argenti Olimpici (0)        |              |
| WTA Finals (1)              |              |
| WTA Elite Trophy (0)        |              |
| Tournament of Champions (0) |              |
| Dal 2009 al 2020            | Dal 2021     |
| Premier Mandatory (3)       | WTA 1000 (0) |
| Premier 5 (6)               | WTA 1000 (0) |
| Premier (2)                 | WTA 500 (0)  |
| International (2)           | WTA 250 (1)  |

| N.  | Data             | Torneo                            | Superficie  | Avversaria in finale | Punteggio                |
| 1.  | 1º maggio 2010   | Marocco Open, Fès                 | Terra rossa | Iveta Benešová       | 4–6, 2–6                 |
| 2.  | 24 aprile 2011   | Marocco Open, Fes (2)             | Terra rossa | Alberta Brianti      | 4–6, 3–6                 |
| 3.  | 26 maggio 2012   | Brussels Open, Bruxelles          | Terra rossa | Agnieszka Radwańska  | 5–7, 0–6                 |
| 4.  | 11 maggio 2014   | Madrid Open, Madrid               | Terra rossa | Marija Šarapova      | 6–1, 2–6, 3–6            |
| 5.  | 7 giugno 2014    | Open di Francia, Parigi           | Terra rossa | Marija Šarapova      | 4–6, 7–6(5), 4–6         |
| 6.  | 26 ottobre 2014  | WTA Finals, Singapore             | Cemento (i) | Serena Williams      | 3–6, 0–6                 |
| 7.  | 16 agosto 2015   | Canadian Open, Toronto            | Cemento     | Belinda Bencic       | 6(5)–7, 7–6(4), 0–3 rit. |
| 8.  | 23 agosto 2015   | Cincinnati Open, Cincinnati       | Cemento     | Serena Williams      | 3–6, 6(5)–7              |
| 9.  | 21 maggio 2017   | Internazionali d'Italia, Roma     | Terra rossa | Elina Svitolina      | 6–4, 5–7, 1–6            |
| 10. | 10 giugno 2017   | Open di Francia, Parigi (2)       | Terra rossa | Jeļena Ostapenko     | 6–4, 4–6, 3–6            |
| 11. | 20 agosto 2017   | Cincinnati Open, Cincinnati (2)   | Cemento     | Garbiñe Muguruza     | 1–6, 0–6                 |
| 12. | 8 ottobre 2017   | China Open, Pechino               | Cemento     | Caroline Garcia      | 4–6, 6(3)–7              |
| 13. | 28 gennaio 2018  | Australian Open, Melbourne        | Cemento     | Caroline Wozniacki   | 6(2)–7, 6–3, 4–6         |
| 14. | 20 maggio 2018   | Internazionali d'Italia, Roma (2) | Terra rossa | Elina Svitolina      | 0–6, 4–6                 |
| 15. | 19 agosto 2018   | Cincinnati Open, Cincinnati (3)   | Cemento     | Kiki Bertens         | 6–2, 6(6)–7, 2–6         |
| 16. | 16 febbraio 2019 | Qatar Ladies Open, Doha           | Cemento     | Elise Mertens        | 6–3, 4–6, 3–6            |
| 17. | 11 maggio 2019   | Madrid Open, Madrid (2)           | Terra rossa | Kiki Bertens         | 4–6, 4–6                 |
| 18. | 31 ottobre 2021  | Transylvania Open, Cluj-Napoca    | Cemento (i) | Anett Kontaveit      | 2–6, 3–6                 |

### Doppio

#### Vittorie (1)
| Legenda               | Legenda      |
| --------------------- | ------------ |
| Grande Slam (0)       |              |
| Ori Olimpici (0)      |              |
| WTA Finals (0)        |              |
| WTA Elite Trophy (0)  |              |
| Dal 2009 al 2020      | Dal 2021     |
| Premier Mandatory (0) | WTA 1000 (0) |
| Premier 5 (0)         | WTA 1000 (0) |
| Premier (0)           | WTA 500 (0)  |
| International (1)     | WTA 250 (0)  |

| N. | Data           | Torneo                  | Superficie | Compagna           | Avversarie in finale                  | Punteggio        |
| 1. | 6 gennaio 2018 | Shenzhen Open, Shenzhen | Cemento    | Irina-Camelia Begu | Barbora Krejčíková Kateřina Siniaková | 1–6, 6–1, [10–8] |

#### Sconfitte (1)
| Legenda               | Legenda      |
| --------------------- | ------------ |
| Grande Slam (0)       |              |
| Argenti Olimpici (0)  |              |
| WTA Finals (0)        |              |
| WTA Elite Trophy (0)  |              |
| Dal 2009 al 2020      | Dal 2021     |
| Premier Mandatory (0) | WTA 1000 (0) |
| Premier 5 (0)         | WTA 1000 (0) |
| Premier (0)           | WTA 500 (0)  |
| International (1)     | WTA 250 (0)  |

| N. | Data           | Torneo                  | Superficie | Compagna         | Avversarie in finale             | Punteggio   |
| 1. | 31 luglio 2016 | Canadian Open, Montréal | Cemento    | Monica Niculescu | Ekaterina Makarova Elena Vesnina | 3–6, 6(5)–7 |

## Statistiche ITF

### Singolare

#### Vittorie (6)
| Torneo 100000 $ (0) |
| Torneo 80000 $ (0)  |
| Torneo 75000 $ (0)  |
| Torneo 60000 $ (0)  |
| Torneo 50000 $ (0)  |
| Torneo 25000 $ (2)  |
| Torneo 15000 $ (0)  |
| Torneo 10000 $ (4)  |

| N. | Data             | Torneo                                             | Superficie  | Avversaria in finale | Score         |
| 1. | 6 maggio 2007    | Trofeul Distrigaz Sud, Bucarest                    | Terra rossa | Andreea Mitu         | 7–6(5), 6–0   |
| 2. | 13 maggio 2007   | Trofeul Distrigaz Sud, Bucarest                    | Terra rossa | Patricia Mayr        | 6–3, 3–6, 6–2 |
| 3. | 4 maggio 2008    | Trofeul Distrigaz Sud, Bucarest                    | Terra rossa | Elena Bogdan         | 6–1, 6–3      |
| 4. | 18 maggio 2008   | Trofeul Distrigaz Sud, Bucarest                    | Terra rossa | Stephanie Vongsouthi | 7–6(4), 6–3   |
| 5. | 28 giugno 2008   | Rolls-Royce Women's Cup Kristinehamn, Kristinehamn | Terra rossa | Anne Schäfer         | 6–3, 6–2      |
| 6. | 6 settembre 2009 | Infond Open, Maribor                               | Terra rossa | Katalin Marosi       | 6–4, 6–2      |

#### Sconfitte (2)
| Torneo 100000 $ (1) |
| Torneo 80000 $ (0)  |
| Torneo 75000 $ (0)  |
| Torneo 60000 $ (0)  |
| Torneo 50000 $ (1)  |
| Torneo 25000 $ (0)  |
| Torneo 15000 $ (0)  |
| Torneo 10000 $ (0)  |

| N. | Data            | Torneo                         | Superficie  | Avversaria in finale | Score         |
| 1. | 3 maggio 2009   | Makarska Ladies Open, Macarsca | Terra rossa | Tatjana Malek        | 1–6, 6–4, 4–6 |
| 2. | 17 ottobre 2010 | Koddaert Ladies Open, Torhout  | Cemento (i) | Yanina Wickmayer     | 3–6, 2–6      |

### Doppio

#### Vittorie (4)
| Torneo 100000 $ (1) |
| Torneo 80000 $ (0)  |
| Torneo 75000 $ (0)  |
| Torneo 60000 $ (0)  |
| Torneo 50000 $ (0)  |
| Torneo 25000 $ (0)  |
| Torneo 15000 $ (0)  |
| Torneo 10000 $ (3)  |

| N. | Data              | Torneo                            | Superficie  | Compagna           | Avversarie in finale             | Punteggio         |
| 1. | 6 maggio 2007     | Trofeul Distrigaz Sud, Bucarest   | Terra rossa | Ionela-Andrea Iova | Laura-Ioana Andrei Ioana Gaspar  | 6–4, 2–6, 6–3     |
| 2. | 13 maggio 2007    | Trofeul Distrigaz Sud, Bucarest   | Terra rossa | Irina-Camelia Begu | Laura Ioana Andrei Ioana Gaspar  | 6–4, 6–2          |
| 3. | 26 settembre 2009 | Trofeul Distrigaz Sud, Bucarest   | Terra rossa | Ionela-Andrea Iova | Oksana Khomyk Shona Lee          | 6–3, 6–1          |
| 4. | 10 maggio 2009    | BCR Open Romania Ladies, Bucarest | Terra rossa | Irina-Camelia Begu | Julia Görges Sandra Klemenschits | 2–6, 6–0, [12–10] |

## Grand Slam Junior

### Singolare

#### Vittorie (1)
| Tornei del Grande Slam  |
| ----------------------- |
| Australian Open (0)     |
| Open di Francia (1)     |
| Torneo di Wimbledon (0) |
| US Open (0)             |

| N. | Data          | Torneo                  | Superficie  | Avversaria in finale | Punteggio        |
| 1. | 7 giugno 2008 | Open di Francia, Parigi | Terra rossa | Elena Bogdan         | 6–4, 6(3)–7, 6–3 |

## Risultati in progressione
| Sigla | Risultato               |
| ----- | ----------------------- |
| V     | Vincitore               |
| F     | Finalista               |
| SF    | Semifinalista           |
| O     | Oro olimpico            |
| A     | Argento olimpico        |
| SF    | Bronzo olimpico         |
| QF    | Quarti di Finale        |
| 4T    | Quarto turno            |
| 3T    | Terzo turno             |
| 2T    | Secondo turno           |
| 1T    | Primo turno             |
| RR    | Round Robin             |
| LQ    | Turno di qualificazione |
| A     | Assente                 |
| ND    | Non disputato           |

| Legenda superfici    |
| -------------------- |
| Cemento              |
| Terra battuta        |
| Erba                 |
| Superficie variabile |

### Singolare
Aggiornato a fine carriera 
| Tornei del Grande Slam |                 |                 |                 |                 |                 |                 |                 |                 |                 |                 |               |                 |                 |                 |                 |             |             |         |
| Australian Open        | Q1              | 3T              | 1T              | 1T              | QF              | QF              | 1T              | 1T              | F               | 4T              | SF            | QF              | 4T              | Assente         | Assente         | 0 / 12      | 31–12       |         |
| Open di Francia        | 1T              | 2T              | 1T              | 1T              | F               | 2T              | 4T              | F               | V               | QF              | 4T            | A               | 2T              | Assente         | Assente         | 1 / 12      | 32–11       |         |
| Wimbledon              | Q1              | 2T              | 1T              | 2T              | SF              | 1T              | QF              | QF              | 3T              | V               | ND            | A               | SF              | Assente         | Assente         | 1 / 10      | 29–9        |         |
| US Open                | 1T              | 2T              | 2T              | 4T              | 3T              | SF              | QF              | 1T              | 1T              | 2T              | A             | 4T              | 1T              | Assente         | Assente         | 0 / 12      | 20–12       |         |
| Vittorie–Sconfitte     | 0–2             | 5–4             | 1–4             | 4–4             | 17–4            | 10–4            | 11–4            | 10–4            | 13–3            | 15–3            | 8–2           | 7–2             | 9–4             | 0–0             | 0–0             | 2 / 45      | 112–44      |         |
| Giochi olimpici        |                 |                 |                 |                 |                 |                 |                 |                 |                 |                 |               |                 |                 |                 |                 |             |             |         |
| Giochi olimpici        | ND              | ND              | 1T              | Non disputati   | Non disputati   | Non disputati   | A               | Non disputati   | Non disputati   | Non disputati   | Non disputati | A               | ND              | A               | ND              | 0 / 1       | 0–1         |         |
| Torneo di fine anno    |                 |                 |                 |                 |                 |                 |                 |                 |                 |                 |               |                 |                 |                 |                 |             |             |         |
| WTA Finals             | Non qualificata | Non qualificata | Non qualificata | Non qualificata | F               | RR              | RR              | RR              | A               | RR              | ND            | Non qualificata | Non qualificata | Non qualificata | Non qualificata | 0 / 5       | 7–10        |         |
| WTA Elite Trophy       | Non qualificata | Non qualificata | Non qualificata | V               | Non qualificata | Non qualificata | Non qualificata | Non qualificata | Non qualificata | Non qualificata | Non disputato | Non disputato   | Non disputato   | Non disputato   | Non disputato   | 1 / 1       | 5–0         |         |
| Tornei di squadra      |                 |                 |                 |                 |                 |                 |                 |                 |                 |                 |               |                 |                 |                 |                 |             |             |         |
| Fed Cup                | PO              | A               | PO              | A               | WG2             | PO              | QF              | PO              | PO              | SF              | Assente       | Assente         | Assente         | Assente         | Assente         | 0 / 8       | 20–5        |         |
| WTA 1000               |                 |                 |                 |                 |                 |                 |                 |                 |                 |                 |               |                 |                 |                 |                 |             |             |         |
| Doha / Dubai           | Assente         | Assente         | 3T              | 2T              | V               | V               | 2T              | A               | SF              | QF              | A             | A               | 2T              | Assente         | Assente         | 2 / 8       | 18–6        |         |
| Indian Wells           | A               | 2T              | 3T              | 2T              | SF              | V               | QF              | 3T              | SF              | 4T              | ND            | 2T              | SF              | Assente         | Assente         | 1 / 11      | 29–10       |         |
| Miami                  | A               | 2T              | 3T              | 3T              | A               | SF              | QF              | QF              | 3T              | SF              | ND            | 3T              | A               | 1T              | A               | 0 / 10      | 21–9        |         |
| Madrid                 | Q1              | 1T              | 1T              | 1T              | F               | 1T              | V               | V               | QF              | F               | ND            | 3T              | QF              | Assente         | Assente         | 2 / 11      | 30–9        |         |
| Roma                   | A               | Q1              | 1T              | SF              | 3T              | SF              | 2T              | F               | F               | 2T              | V             | 2T              | 2T              | Assente         | Assente         | 1 / 11      | 21–10       |         |
| Montréal / Toronto     | Q3              | 2T              | 2T              | Assente         | Assente         | F               | V               | SF              | V               | QF              | ND            | 2T              | V               | Assente         | Assente         | 3 / 9       | 28–6        |         |
| Cincinnati             | Q2              | A               | 1T              | QF              | QF              | F               | SF              | F               | F               | 3T              | A             | 2T              | 2T              | Assente         | Assente         | 0 / 10      | 23–8        |         |
| Tokyo / Wuhan          | Q2              | A               | 2T              | 3T              | 2T              | 3T              | SF              | 2T              | 2T              | 3T              | Non disputato | Non disputato   | Non disputato   | Assente         | Assente         | 0 / 8       | 9–8         |         |
| Pechino                | Assente         | Assente         | 1T              | 1T              | QF              | 1T              | 3T              | F               | 1T              | 2T              | Non disputato | Non disputato   | Non disputato   | Assente         | Assente         | 0 / 8       | 10–8        |         |
| WTA 500                |                 |                 |                 |                 |                 |                 |                 |                 |                 |                 |               |                 |                 |                 |                 |             |             |         |
| Melbourne 2            | Non disputato   | Non disputato   | Non disputato   | Non disputato   | Non disputato   | Non disputato   | Non disputato   | Non disputato   | Non disputato   | Non disputato   | Non disputato | QF              | WTA 250         | Non disputato   | Non disputato   | 0 / 1       | 2–1         |         |
| Brisbane               | Assente         | Assente         | 1T              | Assente         | Assente         | Assente         | Assente         | Assente         | Assente         | Assente         | Assente       | Assente         | Assente         | Assente         | Assente         | 0 / 1       | 0–1         |         |
| Sydney                 | Assente         | Assente         | Assente         | Assente         | 1T              | A               | SF              | Assente         | Assente         | 2T              | Non disputato | Non disputato   | Non disputato   | Non disputato   | Non disputato   | 0 / 3       | 2–3         |         |
| Adelaide               | Non disputato   | Non disputato   | Non disputato   | Non disputato   | Non disputato   | Non disputato   | Non disputato   | Non disputato   | Non disputato   | Non disputato   | QF            | Assente         | Assente         | Assente         | Assente         | 0 / 1       | 1–1         |         |
| Parigi                 | Q2              | A               | 1T              | 1T              | 1T              | Non disputato   | Non disputato   | Non disputato   | Non disputato   | Non disputato   | Non disputato | Non disputato   | Non disputato   | Non disputato   | Non disputato   | 0 / 3       | 0–3         |         |
| San Pietroburgo        | Assente         | Assente         | Assente         | Assente         | Assente         | Assente         | Assente         | QF              | Assente         | Assente         | ND            | Assente         | Assente         | Non disputato   | Non disputato   | 0 / 1       | 1–1         |         |
| Doha / Dubai           | Assente         | Assente         | 2T              | Q1              | 1T              | V               | 2T              | 2T              | A               | F               | V             | A               | SF              | Assente         | Assente         | 2 / 7       | 16–5        |         |
| Stoccarda              | Assente         | Assente         | Assente         | Assente         | 2T              | SF              | 2T              | SF              | QF              | A               | ND            | SF              | Assente         | Assente         | Assente         | 0 / 6       | 7–6         |         |
| Bruxelles              | Assente         | Assente         | F               | A               | Non disputato   | Non disputato   | Non disputato   | Non disputato   | Non disputato   | Non disputato   | Non disputato | Non disputato   | Non disputato   | Non disputato   | Non disputato   | 0 / 1       | 4–1         |         |
| Eastbourne             | Assente         | Assente         | Assente         | Assente         | Assente         | Assente         | Assente         | QF              | A               | QF              | ND            | Assente         | Assente         | Assente         | Assente         | 0 / 2       | 4–2         |         |
| Stanford               | A               | 1T              | Assente         | Assente         | Assente         | Assente         | Assente         | Assente         | Assente         | Assente         | ND            | Assente         | Assente         | Non disputato   | Non disputato   | 0 / 1       | 0–1         |         |
| San Diego              | A               | 1T              | Assente         | Assente         | Non disputato   | Non disputato   | Non disputato   | Non disputato   | Non disputato   | Non disputato   | Non disputato | Non disputato   | Assente         | Assente         | Assente         | 0 / 1       | 0–1         |         |
| New Haven              | Q2              | Assente         | Assente         | V               | 2T              | Assente         | Assente         | Assente         | Assente         | Non WTA 500     | Non WTA 500   | Non WTA 500     | Non WTA 500     | Non WTA 500     | Non WTA 500     | 1 / 3       | 7–1         |         |
| Mosca                  | Assente         | Assente         | 2T              | V               | Assente         | Assente         | Assente         | Assente         | Assente         | Assente         | ND            | QF              | Non disputato   | Non disputato   | Non disputato   | 1 / 3       | 7–2         |         |
| Carriera               |                 |                 |                 |                 |                 |                 |                 |                 |                 |                 |               |                 |                 |                 |                 |             |             |         |
| Tornei giocati         | 9               | 22              | 24              | 23              | 19              | 18              | 18              | 18              | 15              | 18              | 6             | 13              | 15              | 2               | 1               | 219         | 219         |         |
| Titoli                 | 0               | 0               | 0               | 6               | 2               | 3               | 3               | 1               | 3               | 1               | 3             | 0               | 1               | 0               | 0               | 24          | 24          |         |
| Finali                 | 1               | 1               | 1               | 6               | 5               | 5               | 3               | 5               | 6               | 3               | 3             | 1               | 1               | 0               | 0               | 41          | 41          |         |
| Cemento V–S            | 0–3             | 10–12           | 14–15           | 28–11           | 23–11           | 41–11           | 26–12           | 21–12           | 28–7            | 23–13           | 10–2          | 20–7            | 23–6            | 0–2             | 0–1             | 13 / 140    | 268–125     |         |
| Terra V–S              | 7–6             | 5–8             | 9–6             | 16–5            | 17–3            | 6–4             | 15–5            | 18–3            | 16–3            | 11–3            | 13–1          | 4–3             | 5–3             | 0–0             | 0–0             | 9 / 56      | 128–47      |         |
| Erba V–S               | 0–0             | 1–2             | 0–3             | 6–1             | 6–2             | 2–2             | 4–1             | 6–2             | 2–1             | 9–1             | 0–0           | 0–0             | 11–2            | 0–0             | 0–0             | 2 / 19      | 47–16       |         |
| Totale V–S             | 7–9             | 16–22           | 23–24           | 50–17           | 46–16           | 49–17           | 45–18           | 45–17           | 46–11           | 43–17           | 23–3          | 24–10           | 39–11           | 0–2             | 0–1             | 24 / 205    | 456–194     | 456–194 |
| Vittorie %             | 44%             | 42%             | 49%             | 75%             | 74%             | 74%             | 71%             | 73%             | 81%             | 73%             | 88%           | 71%             | 78%             | 0%              | 0%              | 70.15%      | 70.15%      |         |
| Ranking di fine anno   | 81              | 53              | 47              | 11              | 3               | 2               | 4               | 1               | 1               | 4               | 2             | 20              | 10              | 882             |                 | $40.232.663 | $40.232.663 |         |

Note
1. ↑  I tornei della categoria WTA 1000 erano precedentemente suddivisi in: Premier Mandatory (Indian Wells, Miami, Madrid e Pechino) e Premier 5 (Dubai/Doha, Roma, Montréal/Toronto, Cincinnati e Tokyo/Wuhan) dal 2009 al 2020.
2. 1 2  Il Dubai Tennis Championships e il Qatar Ladies Open di Doha si scambiarono frequentemente lo status tra evento Premier ed evento Premier 5 dal 2009 al 2020.
3. 1 2 3  Il ritiro prima di scendere in campo non viene considerato come una sconfitta per Halep.
4. ↑  Nel 2014 il Toray Pan Pacific Open ha cambiato lo status in evento Premier ed è stato sostituito dal Wuhan Open come evento Premier 5/WTA 1000.
5. ↑  I tornei della categoria WTA 500 hanno fatto parte della categoria Premier dal 2009 al 2020.

N.B.: Nel calcolare vittorie e sconfitte non sono state prese in considerazione quelle maturate nei turni di qualificazione e nei tornei WTA 125.

## Teste di serie nei Grandi Slam
In corsivo sono indicati gli Slam nei quali è stata finalista, mentre in grassetto quelli che ha vinto. 
| Anno    | Australian Open    | Open di Francia    | Wimbledon          | US Open            |
| ------- | ------------------ | ------------------ | ------------------ | ------------------ |
| 2009    | Assente            | Non qualificata    | Assente            | Assente            |
| 2010    | Non qualificata    | Qualificata        | Non qualificata    | Non testa di serie |
| 2011    | Non testa di serie | Non testa di serie | Non testa di serie | Non testa di serie |
| 2012    | Non testa di serie | Non testa di serie | Non testa di serie | Non testa di serie |
| 2013    | Non testa di serie | Non testa di serie | Non testa di serie | 21a                |
| 2014    | 11a                | 4a                 | 3a                 | 2a                 |
| 2015    | 3a                 | 3a                 | 3a                 | 2a                 |
| 2016    | 2a                 | 6a                 | 5a                 | 5a                 |
| 2017    | 4a                 | 3a                 | 2a                 | 2a                 |
| 2018    | 1a                 | 1a                 | 1a                 | 1a                 |
| 2019    | 1a                 | 3a                 | 7a                 | 4a                 |
| 2020[1] | 4a                 | 1a                 | Non disputato      | Assente            |
| 2021    | 2a                 | Assente            | Assente            | 12a                |
| 2022    | 14a                | 19a                | 16a                |                    |

Note
- 1 La stagione 2020 è stata sospesa da marzo a settembre a causa della Pandemia di COVID-19: Wimbledon non è stato disputato.

## Striscia di vittorie nei Grandi Slam
In corsivo sono indicate le tenniste finaliste del torneo, mentre in grassetto le campionesse.
|       | Australian Open 2018   | Australian Open 2018 | Australian Open 2018 |
| Turno | Avversaria             | Ranking              | Punteggio            |
| ----- | ---------------------- | -------------------- | -------------------- |
| 1T    | Destanee Aiava (WC)    | 193                  | 7–6(5), 6–1          |
| 2T    | Eugenie Bouchard       | 112                  | 6–2, 6–2             |
| 3T    | Lauren Davis           | 76                   | 4–6, 6–4, 15–13      |
| 4T    | Naomi Ōsaka            | 72                   | 6–3, 6–2             |
| QF    | Karolína Plíšková (6)  | 6                    | 6–3, 6–2             |
| SF    | Angelique Kerber (21)  | 16                   | 6–3, 4–6, 9–7        |
| F     | Caroline Wozniacki (2) | 2                    | 6(2)–7, 6–3, 4–6     |

|       | Open di Francia 2018  | Open di Francia 2018 | Open di Francia 2018 |
| Turno | Avversaria            | Ranking              | Punteggio            |
| ----- | --------------------- | -------------------- | -------------------- |
| 1T    | Alison Riske          | 83                   | 2–6, 6–1, 6–1        |
| 2T    | Taylor Townsend (WC)  | 72                   | 6–1, 6–2             |
| 3T    | Andrea Petković       | 107                  | 7–5, 6–0             |
| 4T    | Elise Mertens (16)    | 16                   | 6–2, 6–1             |
| QF    | Angelique Kerber (12) | 12                   | 6–3, 6–2             |
| SF    | Garbiñe Muguruza (3)  | 3                    | 6–1, 6–4             |
| V     | Sloane Stephens (10)  | 10                   | 3–6, 6–4, 6–1        |

|       | Wimbledon 2019       | Wimbledon 2019 | Wimbledon 2019 |
| Turno | Avversaria           | Ranking        | Punteggio      |
| ----- | -------------------- | -------------- | -------------- |
| 1T    | Aljaksandra Sasnovič | 36             | 6–4, 7–5       |
| 2T    | Mihaela Buzărnescu   | 53             | 6–3, 4–6, 6–2  |
| 3T    | Viktoryja Azaranka   | 40             | 6–3, 6–1       |
| 4T    | Coco Gauff (Q)       | 313            | 6–1, 2–6, 6–4  |
| QF    | Zhang Shuai          | 50             | 7–6(4), 6–1    |
| SF    | Elina Svitolina (8)  | 8              | 6–1, 6–3       |
| V     | Serena Williams (11) | 10             | 6–2, 6–2       |

|       | US Open 2015            | US Open 2015 | US Open 2015     |
| Turno | Avversaria              | Ranking      | Punteggio        |
| ----- | ----------------------- | ------------ | ---------------- |
| 1T    | Marina Eraković         | 99           | 6–2, 3–0 rit.    |
| 2T    | Kateryna Bondarenko     | 104          | 6–3, 6–4         |
| 3T    | Shelby Rogers (Q)       | 154          | 6–2, 6–3         |
| 4T    | Sabine Lisicki (24)     | 24           | 6(6)–7, 7–5, 6–2 |
| QF    | Viktoryja Azaranka (20) | 20           | 6–3, 4–6, 6–4    |
| SF    | Flavia Pennetta (26)    | 26           | 1–6, 3–6         |

## Record di vittorie consecutive
In corsivo sono indicate le tenniste finaliste del torneo, mentre in grassetto le campionesse.

### 2020: 17
| #  | Evento                            | Data inizio  | Superficie  | Turno | Avversaria              | Ranking | Punteggio        |
| -- | --------------------------------- | ------------ | ----------- | ----- | ----------------------- | ------- | ---------------- |
| -  | Australian Open, Melbourne        | 14 gennaio   | Cemento     | SF    | Garbiñe Muguruza        | 32      | 6(8)–7, 5–7      |
| 1  | Dubai Tennis Championships, Dubai | 17 febbraio  | Cemento     | 2T    | Ons Jabeur (WC)         | 45      | 1–6, 6–2, 7–6(7) |
| 2  | Dubai Tennis Championships, Dubai | 17 febbraio  | Cemento     | QF    | Aryna Sabalenka         | 13      | 3–6, 6–2, 6–2    |
| 3  | Dubai Tennis Championships, Dubai | 17 febbraio  | Cemento     | SF    | Jennifer Brady (Q)      | 52      | 6–2, 6–0         |
| 4  | Dubai Tennis Championships, Dubai | 17 febbraio  | Cemento     | F     | Elena Rybakina          | 19      | 3–6, 6–3, 7–6(5) |
| 5  | Sparta Prague WTA, Praga          | 10 agosto    | Terra rossa | 2T    | Polona Hercog           | 45      | 6–1, 1–6, 7–6(3) |
| 6  | Sparta Prague WTA, Praga          | 10 agosto    | Terra rossa | 2T    | Barbora Krejčíková (WC) | 118     | 3–6, 7–5, 6–2    |
| 7  | Sparta Prague WTA, Praga          | 10 agosto    | Terra rossa | QF    | Magdalena Fręch (LL)    | 174     | 6–2, 6–0         |
| 8  | Sparta Prague WTA, Praga          | 10 agosto    | Terra rossa | SF    | Irina-Camelia Begu      | 82      | 7–6(2), 6–3      |
| 9  | Sparta Prague WTA, Praga          | 10 agosto    | Terra rossa | F     | Elise Mertens (3)       | 23      | 6–2, 7–5         |
| 10 | Internazionali BNL d'Italia, Roma | 14 settembre | Terra rossa | 2T    | Jasmine Paolini (WC)    | 99      | 6–3, 6–4         |
| 11 | Internazionali BNL d'Italia, Roma | 14 settembre | Terra rossa | 2T    | Dayana Yastremska       | 29      | 3–6, 7–5, 6–2    |
| 12 | Internazionali BNL d'Italia, Roma | 14 settembre | Terra rossa | QF    | Yulia Putintseva        | 30      | 6–2, 2–0 rit.    |
| 13 | Internazionali BNL d'Italia, Roma | 14 settembre | Terra rossa | SF    | Garbiñe Muguruza (9)    | 17      | 6–3, 4–6, 6–4    |
| 14 | Internazionali BNL d'Italia, Roma | 14 settembre | Terra rossa | F     | Karolína Plíšková (2)   | 4       | 6–0, 2–1 rit.    |
| 15 | Open di Francia, Parigi           | 27 settembre | Terra rossa | 1T    | Sara Sorribes Tormo     | 70      | 6–4, 6–0         |
| 16 | Open di Francia, Parigi           | 27 settembre | Terra rossa | 2T    | Irina-Camelia Begu      | 72      | 6–3, 6–4         |
| 17 | Open di Francia, Parigi           | 27 settembre | Terra rossa | 3T    | Amanda Anisimova (25)   | 29      | 6–0, 6–1         |
| -  | Open di Francia, Parigi           | 27 settembre | Terra rossa | 4T    | Iga Świątek             | 53      | 1–6, 2–6         |

## Statistiche contro le giocatrici Top 10

### Vittorie contro le tenniste top 10
Di seguito sono indicate tutte le vittorie di Halep sulle tenniste che al momento dell'incontro facevano parte delle migliori dieci al mondo.
| Stagione | 2011 | 2012 | 2013 | 2014 | 2015 | 2016 | 2017 | 2018 | 2019 | 2020 | 2021 | 2022 | Totale |
| Vittorie | 1    | 0    | 4    | 8    | 3    | 6    | 6    | 6    | 6    | 1    | 0    | 4    | 45     |

| #    | Giocatrice              | Ranking | Evento                            | Superficie  | Turno   | Punteggio        | Rank. SHR |
| ---- | ----------------------- | ------- | --------------------------------- | ----------- | ------- | ---------------- | --------- |
| 2011 |                         |         |                                   |             |         |                  |           |
| 1.   | Li Na                   | 6       | US Open, New York                 | Cemento     | 1T      | 6–2, 7–5         | 40        |
| 2013 |                         |         |                                   |             |         |                  |           |
| 2.   | Agnieszka Radwańska     | 4       | Internazionali d'Italia, Roma     | Terra rossa | 2T      | 6(2)–7, 6–1, 6–2 | 64        |
| 3.   | Marion Bartoli          | 7       | Cincinnati Open, Cincinnati       | Cemento     | 2T      | 3–6, 6–4, 6–1    | 25        |
| 4.   | Caroline Wozniacki      | 8       | New Haven Open at Yale, New Haven | Cemento     | SF      | 6–2, 7–5         | 25        |
| 5.   | Petra Kvitová           | 9       | New Haven Open at Yale, New Haven | Cemento     | F       | 6–2, 6–2         | 25        |
| 2014 |                         |         |                                   |             |         |                  |           |
| 6.   | Jelena Janković         | 8       | Australian Open, Melbourne        | Cemento     | 4T      | 6–4, 2–6, 6–0    | 11        |
| 7.   | Sara Errani             | 7       | Qatar Ladies Open, Doha           | Cemento     | QF      | 7–6(6),6–2       | 10        |
| 8.   | Agnieszka Radwańska (2) | 4       | Qatar Ladies Open, Doha           | Cemento     | SF      | 7–5, 6–2         | 10        |
| 9.   | Angelique Kerber        | 9       | Qatar Ladies Open, Doha           | Cemento     | F       | 6–2, 6–3         | 10        |
| 10.  | Petra Kvitová (2)       | 6       | Madrid Open, Madrid               | Terra rossa | SF      | 6(4)–7, 6–3, 6–2 | 5         |
| 11.  | Eugenie Bouchard        | 5       | WTA Finals, Singapore             | Cemento (i) | RR      | 6–2, 6–3         | 4         |
| 12.  | Serena Williams         | 1       | WTA Finals, Singapore             | Cemento (i) | RR      | 6–0, 6–2         | 4         |
| 13.  | Agnieszka Radwańska (3) | 6       | WTA Finals, Singapore             | Cemento (i) | SF      | 6–2, 6–2         | 4         |
| 2015 |                         |         |                                   |             |         |                  |           |
| 14.  | Ekaterina Makarova      | 9       | Dubai Tennis Championships, Dubai | Cemento     | QF      | 6–3, 1–6, 7–5    | 3         |
| 15.  | Caroline Wozniacki (2)  | 5       | Dubai Tennis Championships, Dubai | Cemento     | SF      | 2–6, 6–1, 6–1    | 3         |
| 16.  | Flavia Pennetta         | 8       | WTA Finals, Singapore             | Cemento (i) | RR      | 6–0, 6–3         | 2         |
| 2016 |                         |         |                                   |             |         |                  |           |
| 17.  | Petra Kvitová (3)       | 9       | Fed Cup, Cluj-Napoca              | Cemento     | QF      | 6–4, 3–6, 6–3    | 3         |
| 18.  | Madison Keys            | 9       | Torneo di Wimbledon, Londra       | Erba        | 4T      | 6(5)–7, 6–4, 6–3 | 5         |
| 19.  | Angelique Kerber (2)    | 2       | Canadian Open, Montréal           | Cemento     | SF      | 6–0, 3–6, 6–2    | 5         |
| 20.  | Agnieszka Radwańska (4) | 5       | Cincinnati Open, Cincinnati       | Cemento     | QF      | 7–5, 6–1         | 4         |
| 21.  | Madison Keys (2)        | 9       | Wuhan Open, Wuhan                 | Cemento     | QF      | 6–4, 6–2         | 5         |
| 22.  | Madison Keys (3)        | 7       | WTA Finals, Singapore             | Cemento (i) | RR      | 6–2, 6–4         | 4         |
| 2017 |                         |         |                                   |             |         |                  |           |
| 23.  | Johanna Konta           | 7       | Fed Cup, Costanza                 | Terra rossa | WGII PO | 6–1, 6–3         | 4         |
| 24.  | Elina Svitolina         | 6       | Open di Francia, Parigi           | Terra rossa | QF      | 3–6, 7–6(6), 6–0 | 4         |
| 25.  | Karolína Plíšková       | 3       | Open di Francia, Parigi           | Terra rossa | SF      | 6–4, 3–6, 6–3    | 4         |
| 26.  | Johanna Konta (2)       | 7       | Cincinnati Open, Cincinnati       | Cemento     | QF      | 6–4, 7–6(1)      | 2         |
| 27.  | Jeļena Ostapenko        | 8       | China Open, Pechino               | Cemento     | SF      | 6–2, 6–4         | 2         |
| 28.  | Caroline Garcia         | 8       | WTA Finals, Singapore             | Cemento (i) | RR      | 6–4, 6–2         | 1         |
| 2018 |                         |         |                                   |             |         |                  |           |
| 29.  | Karolína Plíšková (2)   | 6       | Australian Open, Melbourne        | Cemento     | QF      | 6–3, 6–2         | 1         |
| 30.  | Caroline Garcia (2)     | 7       | Internazionali d'Italia, Roma     | Terra rossa | QF      | 6(2)–7, 6–1, 6–2 | 1         |
| 31.  | Garbiñe Muguruza        | 3       | Open di Francia, Parigi           | Terra rossa | SF      | 6–1, 6–4         | 1         |
| 32.  | Sloane Stephens         | 10      | Open di Francia, Parigi           | Terra rossa | F       | 3–6, 6–4, 6–1    | 1         |
| 33.  | Caroline Garcia (3)     | 6       | Canadian Open, Montréal           | Cemento     | QF      | 7–5, 6–1         | 1         |
| 34.  | Sloane Stephens (2)     | 3       | Canadian Open, Montréal           | Cemento     | F       | 7–6(6), 3–6, 6–4 | 1         |
| 2019 |                         |         |                                   |             |         |                  |           |
| 35.  | Karolína Plíšková (3)   | 5       | Fed Cup, Ostrava                  | Cemento (i) | QF      | 6–4, 5–7, 6–4    | 3         |
| 36.  | Elina Svitolina (2)     | 7       | Qatar Ladies Open, Doha           | Cemento     | SF      | 6–3, 3–6, 6–4    | 3         |
| 37.  | Ashleigh Barty          | 9       | Madrid Open, Madrid               | Terra rossa | QF      | 7–5, 7–5         | 3         |
| 38.  | Elina Svitolina (3)     | 8       | Torneo di Wimbledon, Londra       | Erba        | SF      | 6–1, 6–3         | 7         |
| 39.  | Serena Williams (2)     | 10      | Torneo di Wimbledon, Londra       | Erba        | F       | 6–2, 6–2         | 7         |
| 40.  | Bianca Andreescu        | 4       | WTA Finals, Shenzhen              | Cemento (i) | RR      | 3–6, 7–6(6), 6–3 | 5         |
| 2020 |                         |         |                                   |             |         |                  |           |
| 41.  | Karolína Plíšková (4)   | 4       | Internazionali d'Italia, Roma     | Terra rossa | F       | 6–0, 2–1 rit.    | 2         |
| 2022 |                         |         |                                   |             |         |                  |           |
| 42.  | Ons Jabeur              | 10      | Dubai Tennis Championships, Dubai | Cemento     | QF      | 6–4, 6–3         | 23        |
| 43.  | Paula Badosa            | 2       | Madrid Open, Madrid               | Terra rossa | 3T      | 6–4, 6–4         | 21        |
| 44.  | Paula Badosa (2)        | 4       | Torneo di Wimbledon, Londra       | Erba        | 4T      | 6–1, 6–2         | 18        |
| 45.  | Jessica Pegula          | 7       | Canadian Open, Toronto            | Cemento     | SF      | 2–6, 6–3, 6–4    | 15        |

### Testa a testa
Le tenniste in grassetto sono giocatrici ancora in attività.
| Giocatrice                     | Anno del ritiro | Vittorie–Sconfitte | Vittorie % | Cemento      | Terra rossa | Erba       | Ultima partita                                           |
| Numero 1 del ranking mondiale  |                 |                    |            |              |             |            |                                                          |
| Jelena Janković                | 2017            | 7–1                | 88%        | 5–1          | 2–0         | –          | Vinto (6–1, 3–6, 6–3) Shenzhen Open 2017                 |
| Naomi Osaka                    | –               | 4–1                | 80%        | 2–1          | 2–0         | –          | Vinto (6–1, 6–0) Internazionali d'Italia 2018            |
| Ashleigh Barty                 | 2022            | 3–1                | 75%        | 2–1          | 1–0         | –          | Vinto (7–5, 7–5) Mutua Madrid Open 2019                  |
| Karolína Plíšková              | –               | 8–4                | 67%        | 6–3          | 2–1         | –          | Vinto (6–0, 2–1) Internazionali d'Italia 2020            |
| Viktoryja Azaranka             | –               | 3–2                | 60%        | 1–2          | –           | 2–0        | Vinto (6–3, 6–1) Torneo di Wimbledon 2019                |
| Venus Williams                 | –               | 3–2                | 60%        | 1–2          | –           | 2–0        | Vinto (6–3, 6–1) Torneo di Wimbledon 2019                |
| Iga Świątek                    | –               | 2–2                | 50%        | 1–1          | 1–1         | –          | Perso (6(6)–7, 4–6) BNP Paribas Open 2022                |
| Angelique Kerber               | –               | 6–6                | 50%        | 5–2          | 1–2         | 0–2        | Perso (6–1, 3–3 rit.) Internazionali d'Italia 2021       |
| Garbiñe Muguruza               | –               | 3–4                | 43%        | 0–4          | 3–0         | –          | Vinto (6–3, 4–6, 6–3) Internazionali d'Italia 2020       |
| Ana Ivanović                   | 2016            | 2–4                | 33%        | 1–3          | 1–1         | –          | Perso (6(2)–7, 2–6) Dubai Tennis Championships 2016      |
| Caroline Wozniacki             | 2020            | 2–5                | 29%        | 2–3          | 0–1         | 0–1        | Perso (6(2)–7, 6–3, 4–6) Australian Open 2018            |
| Marija Šarapova                | 2020            | 2–7                | 22%        | 1–5          | 1–2         | –          | Vinto (4–6, 6–1, 6–4) Internazionali d'Italia 2018       |
| Serena Williams                | 2022            | 2–10               | 17%        | 1–8          | 0–1         | 1–1        | Perso (3–6, 3–6) Australian Open 2021                    |
| Kim Clijsters                  | 2022            | 0–1                | 0%         | 0–1          | –           | –          | Perso (1–6, 4–6) Brisbane International 2012             |
| Dinara Safina                  | 2014            | 0–1                | 0%         | 0–1          | –           | –          | Perso (4–6, 4–6) Hansol Korea Open 2010                  |
| Numero 2 del ranking mondiale  |                 |                    |            |              |             |            |                                                          |
| Barbora Krejčíková             | –               | 2–0                | 100%       | –            | 2–0         | –          | Vinto (3–6, 7–5, 6–2) Prague Open 2020                   |
| Paula Badosa                   | –               | 1–0                | 100%       | –            | 1–0         | 1–0        | Vinto (6–1, 6–2) Torneo di Wimbledon 2022                |
| Petra Kvitová                  | –               | 3–1                | 75%        | 2–1          | 1–0         | –          | Perso (1–6, 2–6) Wuhan Open 2016                         |
| Anett Kontaveit                | –               | 3–1                | 75%        | 2–1          | 1–0         | –          | Perso (2–6, 3–6) Transylvania Open 2021                  |
| Svetlana Kuznecova             | –               | 5–3                | 63%        | 3–2          | 2–1         | –          | Vinto (6–2, 6–1) Rogers Cup 2019                         |
| Aryna Sabalenka                | –               | 3–1                | 60%        | 3–1          | 0–1         | –          | Perso (3–6, 2–6) Porsche Tennis Grand Prix 2021          |
| Li Na                          | 2014            | 1–1                | 50%        | 1–0          | –           | 0–1        | Perso (2–6, 6–1, 0–6) Torneo di Wimbledon 2013           |
| Ons Jabeur                     | –               | 2–2                | 50%        | 2–1          | 0–1         | –          | Perso (3–6, 2–6) Mutua Madrid Open 2022                  |
| Agnieszka Radwańska            | 2018            | 5–6                | 45%        | 4–5          | 1–1         | –          | Perso (6–3, 2–6, 3–6) Miami Open 2018                    |
| Numero 3 del ranking mondiale  |                 |                    |            |              |             |            |                                                          |
| Sloane Stephens                | –               | 7–2                | 78%        | 4–2          | 3–0         | –          | Vinto (7–6(6), 3–6, 6–4) Rogers Cup 2018                 |
| Nadia Petrova                  | 2017            | 2–2                | 50%        | 2–2          | –           | –          | Vinto (3–6, 7–5, 7–5) Kremlin Cup 2012                   |
| Elina Svitolina                | –               | 5–6                | 45%        | 3–4          | 1–2         | 1–0        | Vinto (3–6, 3–6) US Open 2021                            |
| Maria Sakkari                  | –               | 0–1                | 0%         | 0–1          | –           | –          | Perso (4–6, 4–6) Kremlin Cup 2021                        |
| Numero 4 del ranking mondiale  |                 |                    |            |              |             |            |                                                          |
| Bianca Andreescu               | –               | 1–0                | 100%       | 1–0          | –           | –          | Vinto (3–6, 7–6(6), 6–3) WTA Finals 2019                 |
| Kimiko Date                    | 2017            | 1–0                | 100%       | 1–0          | –           | –          | Vinto (6–4, 7–5) BGL Luxembourg Open 2011                |
| Sofia Kenin                    | –               | 1–0                | 100%       | 1–0          | –           | –          | Vinto (6–3, 6(5)–7, 6–4) Australian Open 2019            |
| Caroline Garcia                | –               | 7–2                | 78%        | 5–2          | 2–0         | –          | Perso (4–6, 3–6) Qatar Total Open 2022                   |
| Samantha Stosur                | –               | 6–4                | 60%        | 4–1          | 2–3         | –          | Vinto (6–4, 4–6, 6–4) Mutua Madrid Open 2017             |
| Johanna Konta                  | 2021            | 4–3                | 57%        | 2–2          | 2–0         | 0–1        | Vinto (7–5, 6–1) Mutua Madrid Open 2019                  |
| Kiki Bertens                   | 2021            | 3–3                | 50%        | 1–1          | 1–2         | 1–0        | Perso (4–6, 4–6) Mutua Madrid Open 2019                  |
| Belinda Bencic                 | –               | 2–2                | 50%        | 0–2          | 1–0         | 1–0        | Vinto (6–2, 6(2)–7, 6–0) Mutua Madrid Open 2019          |
| Francesca Schiavone            | 2018            | 1–1                | 50%        | –            | 0–1         | 1–0        | Vinto (6–1, 6–1) Torneo di Wimbledon 2016                |
| Dominika Cibulková             | 2019            | 2–5                | 29%        | 0–4          | 2–0         | 0–1        | Perso (0–6, 5–7) Wuhan Open 2018                         |
| Jelena Dokić                   | 2014            | 0–1                | 0%         | –            | 0–1         | –          | Perso (2–6, 1–6) Internationaux de Strasbourg 2010       |
| Numero 5 del ranking mondiale  |                 |                    |            |              |             |            |                                                          |
| Daniela Hantuchová             | 2017            | 4–0                | 100%       | 3–0          | 1–0         | –          | Vinto (6–2, 6–0) Dubai Tennis Championships 2015         |
| Lucie Šafářová                 | 2019            | 4–1                | 80%        | 3–1          | 1–0         | –          | Vinto (6–3, 6–4) US Open 2016                            |
| Eugenie Bouchard               | –               | 4–1                | 80%        | 4–0          | –           | 0–1        | Vinto (7–6(4), 6–4) US Open 2016                         |
| Sara Errani                    | –               | 3–1                | 75%        | 2–1          | 1–0         | –          | Vinto (6–4, 6–4) Rogers Cup 2015                         |
| Jeļena Ostapenko               | –               | 1–2                | 33%        | 1–1          | 0–1         | –          | Perso (6–0, 7–6(0), 0–6) Dubai Tennis Championships 2022 |
| Numero 6 del ranking mondiale  |                 |                    |            |              |             |            |                                                          |
| Carla Suárez Navarro           | 2021            | 7–5                | 58%        | 5–1          | 1–4         | 1–0        | Vinto (6–1, 6–1) Open di Francia 2017                    |
| Flavia Pennetta                | 2015            | 2–4                | 33%        | 2–2          | 0–2         | –          | Vinto (6–0, 6–3) WTA Finals 2015                         |
| Numero 7 del ranking mondiale  |                 |                    |            |              |             |            |                                                          |
| Patty Schnyder                 | 2018            | 2–0                | 100%       | –            | 2–0         | –          | Vinto (6–2, 6–1) Fed Cup 2018                            |
| Jessica Pegula                 | –               | 1–0                | 100%       | 1–0          | –           | –          | Vinto (2–6, 6–3, 6–4) National Bank Open 2022            |
| Nicole Vaidišová               | 2016            | 1–0                | 100%       | 1–0          | –           | –          | Vinto (6–4, 2–6, 6–4) Miami Open 2015                    |
| Madison Keys                   | –               | 5–2                | 71%        | 3–2          | 1–0         | 1–0        | Perso (2–6, 3–6) Western & Southern Open 2019            |
| Roberta Vinci                  | 2018            | 5–2                | 71%        | 0–2          | 4–0         | 1–0        | Vinto (6–3, 2–6, 7–6(2)) Mutua Madrid Open 2017          |
| Marion Bartoli                 | 2013            | 1–2                | 33%        | 1–1          | –           | –          | Vinto (3–6, 6–4, 6–1) Western & Southern Open 2013       |
| Numero 8 del ranking mondiale  |                 |                    |            |              |             |            |                                                          |
| Ekaterina Makarova             | 2020            | 5–2                | 71%        | 4–2          | 1–0         | –          | Vinto (6–1, 6–0) Mutua Madrid Open 2018                  |
| Numero 9 del ranking mondiale  |                 |                    |            |              |             |            |                                                          |
| Andrea Petkovic                | –               | 7–1                | 88%        | 3–0          | 4–1         | –          | Vinto (7–5, 6–0) Open di Francia 2018                    |
| Timea Bacsinszky               | 2021            | 3–1                | 75%        | 2–1          | 1–0         | –          | Vinto (6–2, 6–3) Mutua Madrid Open 2016                  |
| Julia Görges                   | 2020            | 3–1                | 75%        | 2–1          | 1–0         | –          | Vinto (7–6(1), 7–6(6)) Qatar Total Open 2019             |
| CoCo Vandeweghe                | –               | 1–1                | 50%        | –            | 1–1         | –          | Perso (4–6, 1–6) Porsche Tennis Grand Prix 2018          |
| Numero 10 del ranking mondiale |                 |                    |            |              |             |            |                                                          |
| Marija Kirilenko               | 2014            | 1–0                | 100%       | 1–0          | –           | –          | Vinto (6–1, 6–0) US Open 2013                            |
| Dar'ja Kasatkina               | –               | 3–1                | 75%        | 2–1          | 1–0         | –          | Vinto (6–2, 6–1) China Open 2017                         |
| Kristina Mladenovic            | –               | 3–3                | 50%        | 1–2          | 2–0         | 0–1        | Vinto (6–3, 6–1) Fed Cup 2019                            |
| Totali                         | Totali          | 180–132            | 58%        | 111–88 (56%) | 57–34 (63%) | 11–9 (55%) | Aggiornato al 16 agosto 2022                             |

## Rivalità

### Rivalità con Carla Suárez Navarro (7–5)

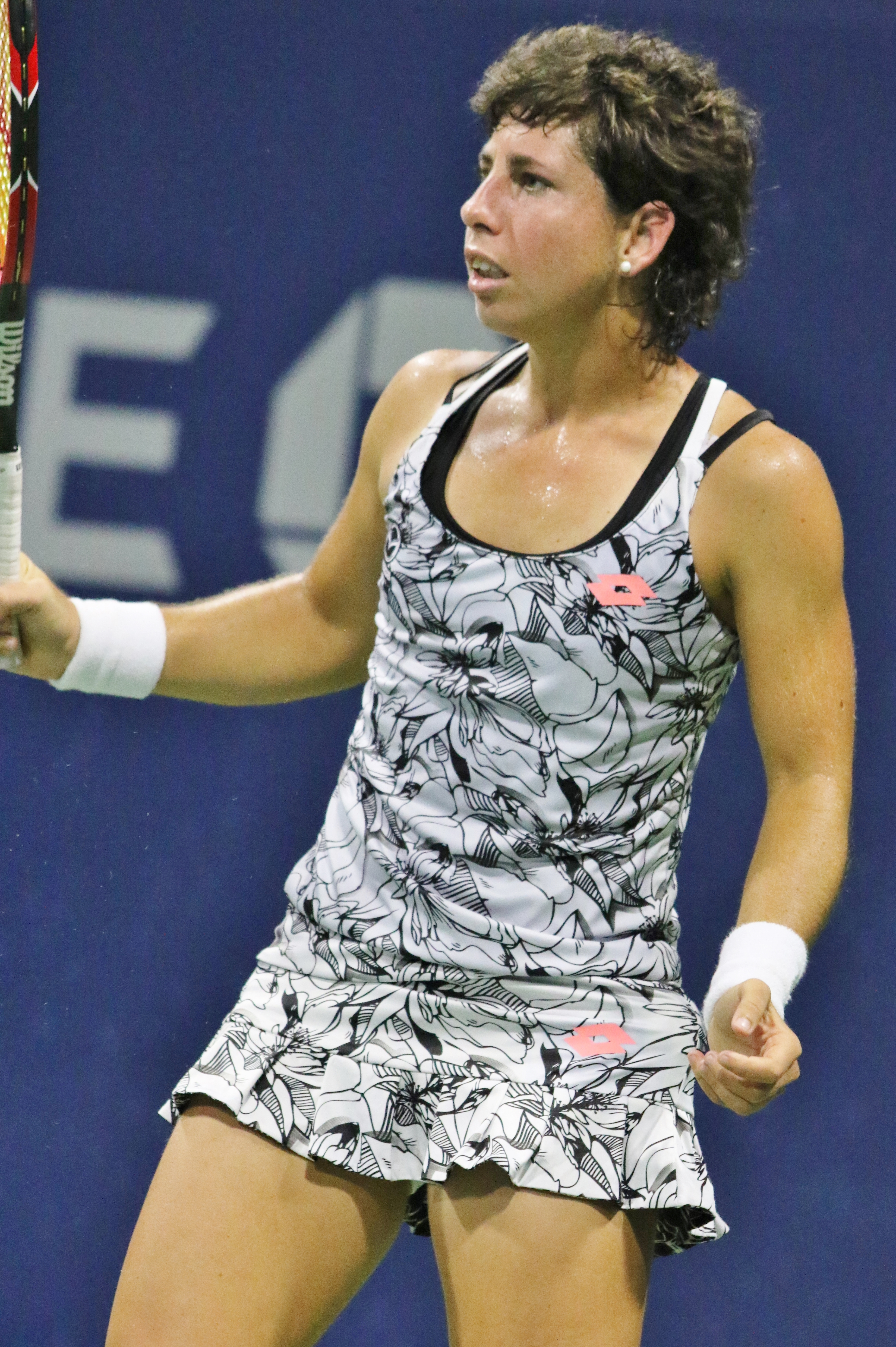
Carla Suárez Navarro

Le vittorie sono ripartite come segue.
| #   | Anno | Evento                            | Categoria         | Superficie  | Turno | Vincitrice     | Punteggio        |
| --- | ---- | --------------------------------- | ----------------- | ----------- | ----- | -------------- | ---------------- |
| 1.  | 2010 | Barcelona Ladies Open, Barcellona | International     | Terra rossa | 2T    | Suárez Navarro | 4–6, 6–3, 3–6    |
| 2.  | 2011 | US Open, New York                 | Grande Slam       | Cemento     | 2T    | Suárez Navarro | 6–3, 2–6, 2–6    |
| 3.  | 2012 | Miami Open, Miami                 | Premier Mandatory | Cemento     | 1T    | Halep          | 6(5)–7, 6–3, 6–3 |
| 4.  | 2012 | Barcelona Ladies Open, Barcellona | International     | Terra rossa | QF    | Suárez Navarro | 4–6, 1–6         |
| 5.  | 2012 | Toray Pan Pacific Open, Tokyo     | Premier           | Cemento     | 1T    | Halep          | 6–2, 6–3         |
| 6.  | 2013 | Open di Francia, Parigi           | Grande Slam       | Terra rossa | 1T    | Suárez Navarro | 6–3, 2–6, 2–6    |
| 7.  | 2013 | Libéma Open, 's-Hertogenbosch     | International     | Erba        | SF    | Halep          | 6–3, 6–2         |
| 8.  | 2013 | New Haven Open at Yale, New Haven | Premier           | Cemento     | 2T    | Halep          | 3–6, 6–4, 6–1    |
| –   | 2014 | Internazionali BNL d'Italia, Roma | Premier 5         | Terra rossa | 4T    | Suárez Navarro | w/o              |
| 9.  | 2015 | BNP Paribas Open, Indian Wells    | Premier Mandatory | Cemento     | QF    | Halep          | 5–7, 6–1, 6–1    |
| 10. | 2015 | Internazionali BNL d'Italia, Roma | Premier 5         | Terra rossa | SF    | Suárez Navarro | 6–2, 3–6, 5–7    |
| 11. | 2016 | US Open, New York                 | Grande Slam       | Cemento     | 4T    | Halep          | 6–2, 7–5         |
| 12. | 2017 | Open di Francia, Parigi           | Grande Slam       | Terra rossa | 4T    | Halep          | 6–1, 6–1         |

### Rivalità con Karolína Plíšková (8–4)

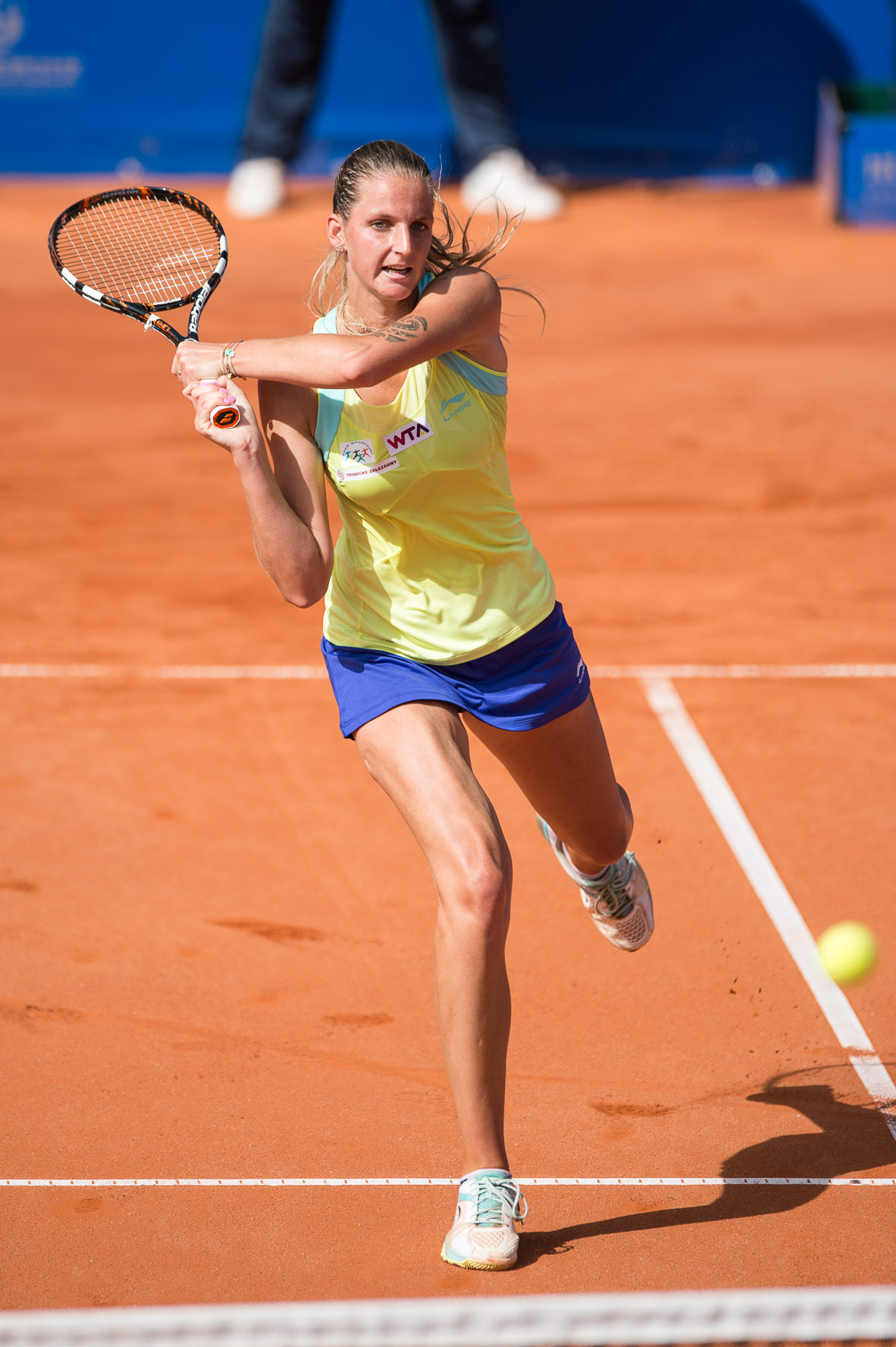
Karolína Plíšková

Le vittorie sono ripartite come segue.
| #   | Anno | Evento                            | Categoria         | Superficie  | Turno | Vincitrice | Punteggio        |
| --- | ---- | --------------------------------- | ----------------- | ----------- | ----- | ---------- | ---------------- |
| 1.  | 2015 | Dubai Tennis Championships, Dubai | Premier 5         | Cemento     | F     | Halep      | 6–4, 7–6(4)      |
| 2.  | 2015 | BNP Paribas Open, Indian Wells    | Premier Mandatory | Cemento     | 4T    | Halep      | 6–4, 6–4         |
| 3.  | 2016 | Apia International Sydney, Sydney | Premier           | Cemento     | QF    | Halep      | 6–4, 7–5         |
| 4.  | 2016 | Fed Cup, Cluj-Napoca              | Fed Cup           | Cemento     | QF    | Plíšková   | 6(4)–7, 6–4, 6–2 |
| 5.  | 2016 | Rogers Cup, Montreal              | Premier 5         | Cemento     | 4T    | Halep      | 6–3, 6–3         |
| 6.  | 2017 | Open di Francia, Parigi           | Grande Slam       | Terra rossa | SF    | Halep      | 6–4, 3–6, 6–3    |
| 7.  | 2018 | Australian Open, Melbourne        | Grande Slam       | Cemento     | QF    | Halep      | 6–3, 6–2         |
| 8.  | 2018 | Mutua Madrid Open, Madrid         | Premier Mandatory | Terra rossa | QF    | Plíšková   | 6–4, 6–3         |
| 9.  | 2019 | Fed Cup, Ostrava                  | Fed Cup           | Cemento     | QF    | Halep      | 6–4, 5–7, 6–4    |
| 10. | 2019 | Miami Open, Miami                 | Premier Mandatory | Cemento     | SF    | Plíšková   | 7–5, 6–1         |
| 11. | 2019 | WTA Finals, Shenzhen              | WTA Finals        | Cemento     | RR    | Plíšková   | 6–0, 2–6, 6–4    |
| 12. | 2020 | Internazionali BNL d'Italia, Roma | Premier 5         | Terra rossa | F     | Halep      | 6–0, 2–1 rit.    |

### Rivalità con Samantha Stosur (6–4)

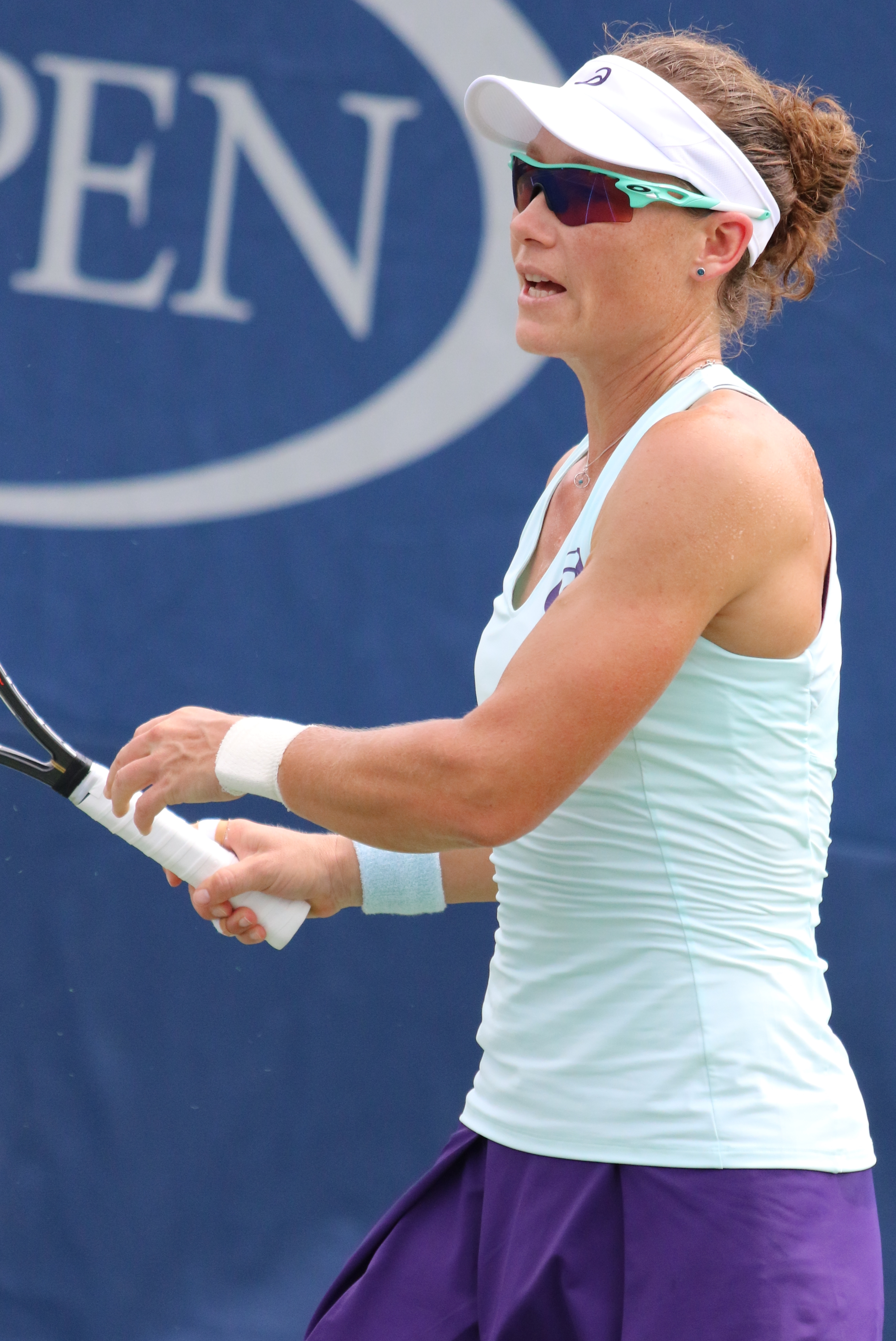
Samantha Stosur

Le vittorie sono ripartite come segue.
| #   | Anno | Evento                                          | Categoria               | Superficie  | Turno | Vincitrice | Punteggio     |
| --- | ---- | ----------------------------------------------- | ----------------------- | ----------- | ----- | ---------- | ------------- |
| 1.  | 2010 | Open di Francia, Parigi                         | Grande Slam             | Terra rossa | 1T    | Stosur     | 7–5, 6–1      |
| 2.  | 2011 | Open di Francia, Parigi                         | Grande Slam             | Terra rossa | 2T    | Stosur     | 6–0, 6–2      |
| 3.  | 2012 | Rogers Cup, Montreal                            | Premier 5               | Cemento     | 3T    | Stosur     | 5–7, 4–4 rit. |
| 4.  | 2013 | Western & Southern Open, Cincinnati             | Premier 5               | Cemento     | 3T    | Halep      | 6–4, 4–6, 6–2 |
| 5.  | 2013 | Kremlin Cup, Mosca                              | Premier                 | Cemento     | F     | Halep      | 7–6(2), 6–2   |
| 6.  | 2013 | Garanti Koza WTA Tournament of Champions, Sofia | Tournament of Champions | Cemento     | F     | Halep      | 2–6, 6–2, 6–2 |
| 7.  | 2016 | Mutua Madrid Open, Madrid                       | Premier Mandatory       | Terra rossa | SF    | Halep      | 6–2, 6–0      |
| 8.  | 2016 | Open di Francia, Parigi                         | Grande Slam             | Terra rossa | 4T    | Stosur     | 6(0)–7, 3–6   |
| 9.  | 2017 | Miami Open, Miami                               | Premier Mandatory       | Cemento     | 4T    | Halep      | 4–6, 7–5, 6–2 |
| 10. | 2017 | Mutua Madrid Open, Madrid                       | Premier Mandatory       | Terra rossa | 4T    | Halep      | 6–4, 4–6, 6–4 |

### Rivalità con Agnieszka Radwańska (5–6)

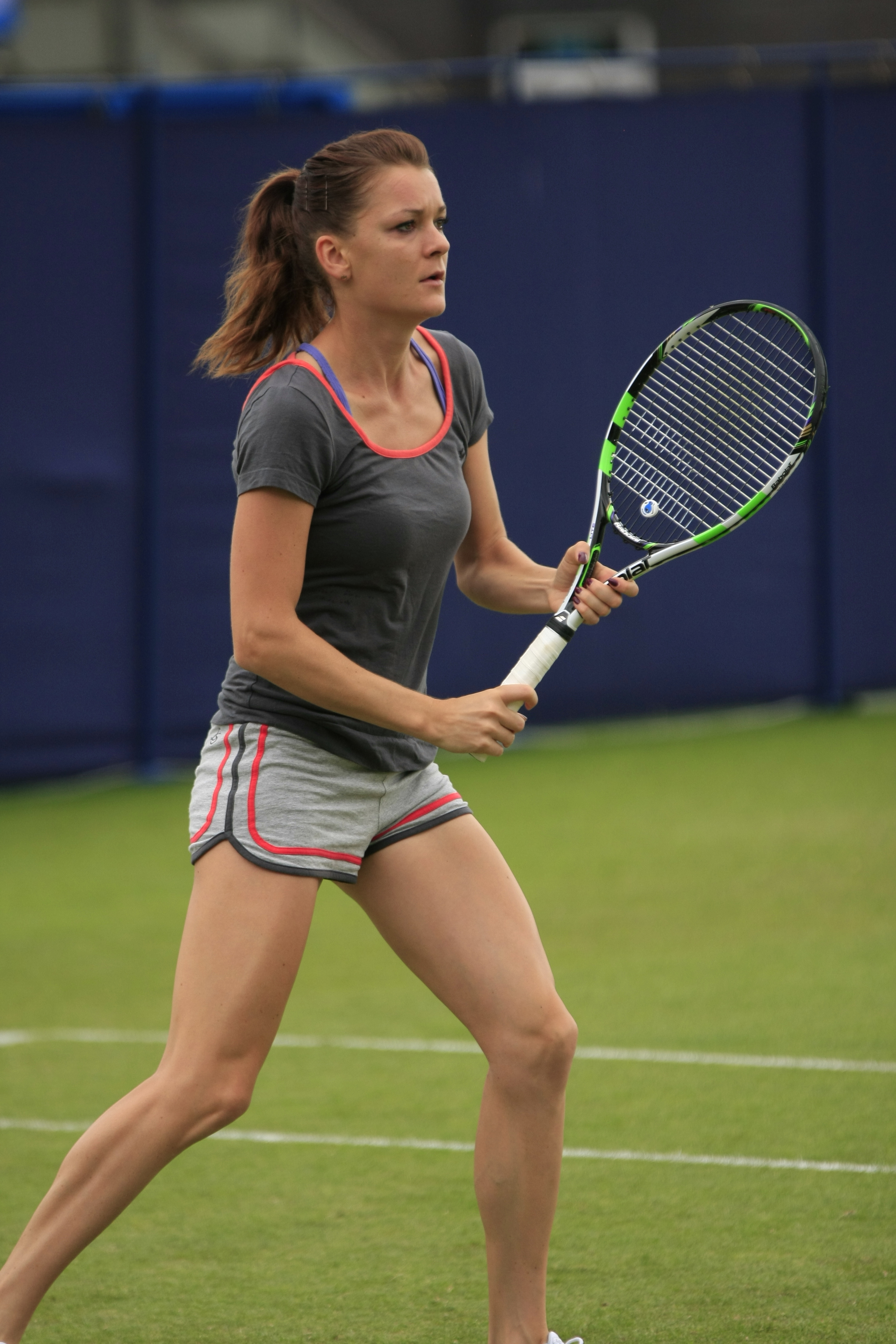
Agnieszka Radwańska

Le vittorie sono ripartite come segue.
| #   | Anno | Evento                              | Categoria         | Superficie  | Turno | Vincitrice | Punteggio        |
| --- | ---- | ----------------------------------- | ----------------- | ----------- | ----- | ---------- | ---------------- |
| 1.  | 2011 | Australian Open, Melbourne          | Grande Slam       | Cemento     | 3T    | Radwańska  | 6–1, 6–2         |
| 2.  | 2012 | Brussels Open, Bruxelles            | Premier           | Terra rossa | F     | Radwańska  | 7–5, 6–0         |
| 3.  | 2013 | Auckland Open, Auckland             | International     | Cemento     | 2T    | Radwańska  | 6–3, 6–1         |
| 4.  | 2013 | Internazionali BNL d'Italia, Roma   | Premier 5         | Terra rossa | 3T    | Halep      | 6(2)–7, 6–1, 6–2 |
| 5.  | 2014 | Qatar Total Open, Qatar             | Premier 5         | Cemento     | SF    | Halep      | 7–5, 6–2         |
| 6.  | 2014 | BNP Paribas Open, Indian Wells      | Premier Mandatory | Cemento     | SF    | Radwańska  | 6–3, 6–4         |
| 7.  | 2014 | WTA Finals, Singapore               | WTA Finals        | Cemento     | SF    | Halep      | 6–2, 6–2         |
| 8.  | 2015 | Rogers Cup, Toronto                 | Premier 5         | Cemento     | QF    | Halep      | 0–6, 6–3, 6–1    |
| 9.  | 2015 | WTA Finals, Singapore               | WTA Finals        | Cemento     | RR    | Radwańska  | 7–6(5), 6–1      |
| 10. | 2016 | Western & Southern Open, Cincinnati | Premier 5         | Cemento     | QF    | Halep      | 7–5, 6–1         |
| 11. | 2018 | Miami Open, Miami                   | Premier Mandatory | Cemento     | 3T    | Radwańska  | 3–6, 6–2, 6–3    |

### Rivalità con Angelique Kerber (5–5)

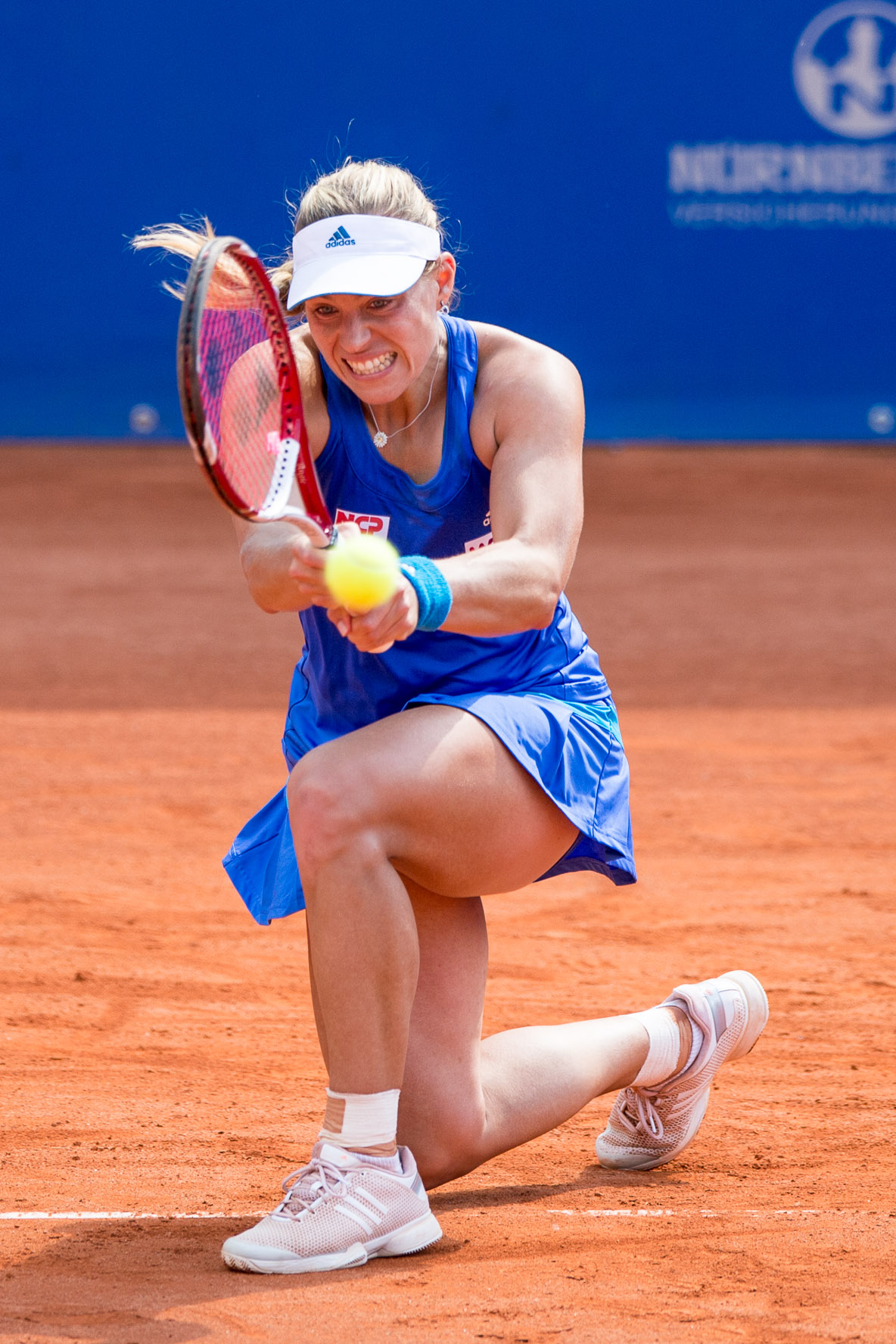
Angelique Kerber

Le vittorie sono ripartite come segue.
| #   | Anno | Evento                                  | Categoria   | Superficie  | Turno | Vincitrice | Punteggio        |
| --- | ---- | --------------------------------------- | ----------- | ----------- | ----- | ---------- | ---------------- |
| 1.  | 2014 | Qatar Total Open, Doha                  | Premier 5   | Cemento     | F     | Halep      | 6–2, 6–3         |
| 2.  | 2015 | Rogers Cup, Toronto                     | Premier 5   | Cemento     | 3T    | Halep      | 6–3, 5–7, 6–4    |
| 3.  | 2016 | Fed Cup, Cluj-Napoca                    | Fed Cup     | Terra rossa | PO    | Kerber     | 6–2, 6–2         |
| 4.  | 2016 | Torneo di Wimbledon, Londra             | Grande Slam | Erba        | QF    | Kerber     | 7–5, 7–6(2)      |
| 5.  | 2016 | Rogers Cup, Montreal                    | Premier 5   | Cemento     | SF    | Halep      | 6–0, 3–6, 6–2    |
| 6.  | 2016 | Western & Southern Open, Cincinnati     | Premier 5   | Cemento     | SF    | Kerber     | 6–3, 6–4         |
| 7.  | 2016 | WTA Finals, Singapore                   | WTA Finals  | Cemento     | RR    | Kerber     | 6–4, 6–2         |
| 8.  | 2018 | Australian Open, Melbourne              | Grande Slam | Cemento     | SF    | Halep      | 6–3, 4–6, 9–7    |
| 9.  | 2018 | Open di Francia, Parigi                 | Grande Slam | Terra rossa | QF    | Halep      | 6(2)–7, 6–3, 6–2 |
| 10. | 2019 | Nature Valley International, Eastbourne | Premier     | Erba        | QF    | Kerber     | 6–4, 6–3         |

### Rivalità con Serena Williams (2–10)

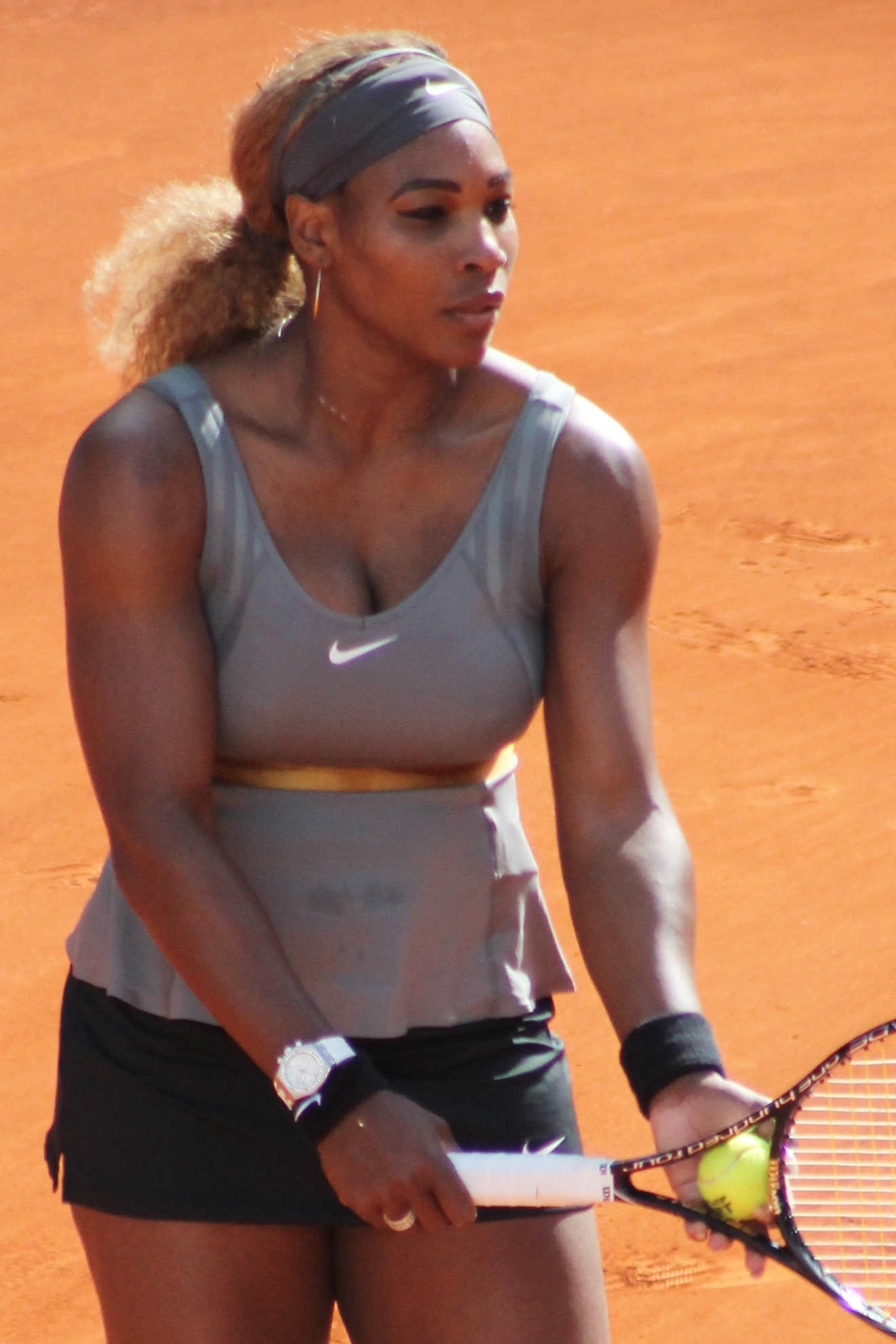
Serena Williams

Le vittorie sono ripartite come segue.
| #   | Anno | Evento                              | Categoria         | Superficie  | Turno | Vincitrice | Punteggio     |
| --- | ---- | ----------------------------------- | ----------------- | ----------- | ----- | ---------- | ------------- |
| 1.  | 2011 | Torneo di Wimbledon, Londra         | Grande Slam       | Erba        | 2T    | Williams   | 3–6, 6–2, 6–1 |
| 2.  | 2013 | Internazionali BNL d'Italia, Roma   | Premier 5         | Terra rossa | SF    | Williams   | 6–3, 6–0      |
| 3.  | 2013 | Western & Southern Open, Cincinnati | Premier 5         | Cemento     | QF    | Williams   | 6–0, 6–4      |
| 4.  | 2014 | WTA Finals, Singapore               | WTA Finals        | Cemento     | RR    | Halep      | 6–0, 6–2      |
| 5.  | 2014 | WTA Finals, Singapore               | WTA Finals        | Cemento     | F     | Williams   | 6–3, 6–0      |
| –   | 2015 | BNP Paribas Open, Indian Wells      | Premier Mandatory | Cemento     | SF    | Halep[1]   | walkover      |
| 6.  | 2015 | Miami Open, Miami                   | Premier Mandatory | Cemento     | SF    | Williams   | 6–2, 4–6, 7–5 |
| 7.  | 2015 | Western & Southern Open, Cincinnati | Premier 5         | Cemento     | F     | Williams   | 6–3, 7–6(5)   |
| 8.  | 2016 | BNP Paribas Open, Indian Wells      | Premier Madatory  | Cemento     | QF    | Williams   | 6–4, 6–3      |
| 9.  | 2016 | US Open, New York                   | Grande Slam       | Cemento     | QF    | Williams   | 6–2, 4–6, 6–3 |
| 10. | 2019 | Australian Open, Melbourne          | Grande Slam       | Cemento     | 4T    | Williams   | 6–1, 4–6, 6–4 |
| 11. | 2019 | Torneo di Wimbledon, Londra         | Grande Slam       | Erba        | F     | Halep      | 6–2, 6–2      |
| 12. | 2021 | Australian Open, Melbourne          | Grande Slam       | Cemento     | QF    | Williams   | 6–3, 6–3      |

- [1] Non viene contata come vittoria di Simona Halep perché Serena Williams si ritira prima di scendere in campo.